# ماهاديف ديساي
كان ماهاديف هاريباي ديساي (1 يناير 1892-15 أغسطس 1942) ناشطًا هنديًا في مجال الاستقلال، وباحثًا وكاتبًا اشتهر بكونه السكرتير الشخصي للمهاتما غاندي. وُصِفَ بشكل مختلف بأنه «بوزويل غاندي، وأفلاطون لسقراط غاندي، وكذلك أناندا لبوذا غاندي».

## بداية حياته
وُلِدَ ماهاديف ديساي لعائلة هندوسية تنتمي إلى طبقة البراهمة الأناويل في 1 يناير 1892، في قرية ساراس في منطقة سورات بولاية كجرات، لوالديه الأستاذ هاريباي ديساي، ووالدته جامنابين التي توفيت عندما كان ديساي في السابعة من عمره. تزوج من دورجابين في عام 1905، وهو في الثالثة عشر من عمره، وتلقى تعليمه في مدرسة سورات الثانوية وكلية إلفينستون في مومباي. تخرج ديساي بدرجة البكالوريوس، وحصل على شهادة الليسانس في الحقوق في عام 1913، وعمل بعدها مفتشًا في البنك التعاوني المركزي في بومباي.

## النشاط السياسي
استعان موتيلال نهرو بخدمات ماهاديف ديساي من غاندي لإدارة صحيفته «الإندبندنت» في مدينة الله آباد في عام 1920. أحدث ديساي ضجة كبيرة بإصداره لنسخة مكتوبة باستخدام آلة كتابة يدوية بعد مصادرة الحكومة البريطانية لمطبعة صحيفة «الإندبندنت». حُكم على ديساي بالسجن المشدد لمدة عام بسبب كتاباته في عام 1921، وكانت هذه أول فترة قضاها في السجن. شهد ديساي خلال فترة سجنه على سوء معاملة سلطات السجن للسجناء، بما في ذلك الجلد المتكرر. تسبب تقريره الذي يصف الحياة داخل السجن الهندي، والذي نُشر في صحيفة «يونغ إنديا» ومجلة «نافاجيفان» إلى اضطرار السلطات البريطانية إلى اتخاذ إجراءات حاسمة لإصلاح السجون.
تولى ديساي منصب محرر لدى مجلة نافاجيفان في عام 1924، وبدأ منذ عام 1925 في ترجمة السيرة الذاتية لغاندي إلى اللغة الإنجليزية، ونشرها بشكل متسلسل في مجلة يونغ إنديا. وفي العام التالي، أصبح رئيسًا للجنة التنفيذية لأشرم ساتياغراها، وفاز بجائزة من غوجاراتية ساهيتيا باريشاد عن مقالته في نافاجيفان. شارك في حركة باردولي ساتياغراها مع ساردار باتيل، وكتب تاريخ ساتياغراها باللغة الغوجاراتية وترجمه إلى الإنجليزية بعنوان قصة باردولي. اعتُقِل ديساي وسُجِن لمشاركته في مسيرة الملح بساتياغراها، ولكن أُطلِق سراحه بعد ميثاق غاندي-إيروين، ورافق غاندي إلى مؤتمر المائدة المستديرة الثاني مع ميرابين وديفداس غاندي وبياريلال، وكان هو الشخص الوحيد الذي رافق غاندي عندما التقى الأخير بالملك جورج الخامس.
أعاد غاندي إطلاق حركة العصيان المدني (حركة مسيرة الملح) بعد انهيار اتفاق غاندي-إيروين وفشل مؤتمر المائدة المستديرة. كانت الحكومة الاستعمارية، تحت قيادة نائب الملك الجديد والحاكم العام للهند، اللورد ويلينغدون، مصممة على سحق الحركة، وأمرت بشن حملة قمع على المؤتمر الوطني الهندي ونشطائه. ألقي القبض على ديساي مرة أخرى، وأُرسل إلى السجن مع غاندي وساردار باتيل في عام 1932. أُطلِقَ سراحه في عام 1933، ولكن أُعيد اعتقاله واحتجازه في سجن بلجاوم.
كتب ديساي خلال هذا الوقت في السجن كتابه بعنوان غيتا وفقًا لغاندي، والذي نُشِرَ بعد وفاته في عام 1946. لعب أيضًا دورًا في تنظيم الحركات الشعبية في ولايتي راجكوت وميسور الأميريتين في عام 1939، وتولى مهمة اختيار المشاركين في حركة العصيان المدني الفردي لعام 1940. جاءت فترة السجن الأخيرة لديساي بعد إعلان حركة اتركوا الهند في 8 أغسطس 1942، فاعتُقِلَ في صباح يوم 9 أغسطس 1942، وبقي هناك حتى وفاته بنوبة قلبية شديدة بعد ستة أيام عن عمر يناهز الخمسين عامًا، ودُفِنَ مع غاندي في قصر الآغا خان.